# Zena Rommett
Zena Rommett (née Angelina Buttignol le 19 mai 1920 et morte le 10 novembre 2010) est une danseuse, professeure de danse américaine d'origine italienne et créatrice de la technique d'entraînement de ballet barre au sol qui porte son nom.

## Jeunesse
Zena Rommett, née Angelina Buttignol, le 19 mai 1920 dans la région de Vénétie, en Italie, immigre aux États-Unis avec sa mère en 1925. Le père de Zena, Antonio, avait immigré en Amérique deux ans plus tôt. La famille s'installe à Elmsford, New York. Rommett étudie le ballet avec de grands professeurs de ballet de New York, dont Anatole Vilzak, Chester Hale, Ludmilla Schollar et Elisabeth Anderson-Ivantzova.

## Carrière
Rommett commence sa carrière professionnelle en tant que membre d'un trio d'adage. Elle joue avec l'USO pendant la Seconde Guerre mondiale. Elle fait ses débuts à Broadway en décembre 1944 dans la distribution originale de Seven Lively Arts de Billy Rose avec des numéros de ballet chorégraphiés par Anton Dolin. Elle danse dans les comédies musicales de Broadway Song of Norway, chorégraphiée par George Balanchine, et Paint Your Wagon, chorégraphiée par Agnes de Mille. Les aspirations de Rommett se tourne rapidement vers la pédagogie et elle est  invitée par Robert Joffrey à enseigner à l'American Ballet Center à New York en 1965. Son expérience de l'enseignement combinée à sa formation professionnelle en danse l'inspire à créer sa méthode unique de barre au sol pour la formation et la rééducation des danseurs.

## École de danse
En 1968, la Zena Rommett Dance Association, alias Zena Rommett Floor-Barre Foundation, est fondée par Rommett et Robert Joffrey et Howard Squadron. Rommett fonde sa propre école  située au 70 West Third Street, à New York. L'école devient le laboratoire de Rommett pour développer la barre au sol, car elle aide des artistes de ballet, de jazz moderne et de comédie musicale à surmonter leurs blessures et à développer et affiner leur technique. Rommett découvre que travailler avec les jambes dans une position parallèle est un moyen efficace d'entraîner et de corriger le placement d'un danseur. Rommett explique qu'« un jour, pour expérimenter, j'ai demandé aux étudiants de mettre leurs jambes en parallèle. C'est alors que j'ai découvert le beau secret de ma technique. En travaillant en parallèle, j'ai pu corriger l'alignement du corps pour une participation parfaite ». Rommett déclare plus tard que « lorsque vous travaillez en parallèle sur le sol, la connexion de la cheville au genou à la hanche est si correcte que la jambe reste alignée lorsque vous vous retournez » et averti que « cela doit être fait méticuleusement pour être efficace ».

## Technique barre au sol
Rommett conçoit et développe sa technique en amenant les danseurs loin d'une barre de ballet traditionnelle et sur le sol pour faire leurs exercices d'entraînement. En prenant l'effort de se démarquer de l'équation, la technique de Rommett supprime la pression portante sur les chevilles, les genoux et les hanches. L'application par Rommett d'exercices de barre exécutés en utilisant le sol comme source de soutien est devenue connue sous le nom de barre au sol (Floor-Barre), la première approche du genre. La barre au sol permet au praticien de renforcer efficacement les articulations et les muscles, de corriger l'alignement, de relâcher les tensions et de prévenir et réhabiliter les blessures,; Connue pour sa « voix patiente, persuasive et calme », les mouvements calmes dirigés par Rommett créent un flux rythmique qui calme et concentre l'esprit et centre le corps. Cette technique facilite le développement de belles lignes, une transition en douceur et une fluidité de mouvement. « Ce que je fais », déclare Rommett, « c'est définir, et affiner les mouvements afin qu'ils puissent être exécutés plus correctement et plus facilement. Les muscles s'allongent et se renforcent, et l'énergie n'est pas dissipée mais dirigée. Tout vient des bases enseignées de manière pure ».
Rommett et sa fille, Camille Rommett, commencent à offrir des cours annuels de certification d'enseignants en 1998 et aujourd'hui, sa technique de barre au sol se poursuit dans le monde entier par des enseignants dévoués qui sont certifiés pour enseigner la technique de Rommett. En 2006, le nom Floor-Barre est déposé comme marque commerciale. Camille Rommett poursuit le travail de Rommett en tant que directrice exécutive de la Fondation Zena Rommett Floor-Barre et dirige deux cours de certification Floor-Barre chaque été en Europe et à New York.

## Étudiants notables
Le style d'enseignement de Rommett a attiré des étudiants du monde entier. Les élèves de Rommett étaient des danseurs, des artistes de comédie musicale, des athlètes et des non-danseurs. Les étudiants notables de Zena Rommett sont Melissa Hayden, Tommy Tune, Patrick Swayze, Judith Jamison, Lar Lubovitch, John Curry et Ulysses Dove,. Hayden et Jamison ont déclaré que la barre au sol de Rommett  a été essentiel à leur réadaptation à la suite de blessures graves.

## Famille
Rommett était marié à l'artiste Alexis Nicoli Romanovich. Ils ont eu deux filles, Melissa Romanovich et Camille Rommett Mouquinho. Le mari de Zena est décédé en 1968. Robert Joffrey a donné à Zena le nom de famille Rommett en 1965. Certains autres membres de la famille ont également adopté le nom de famille Rommett.

## Dernières années
Rommett a enseigné la barre au sol au Steps Studio à New York jusqu'à trois mois avant sa mort. Le 10 novembre 2010, Rommett est décédé d'un cancer à l'âge de 90 ans,.